# Adolphus Vane-Tempest
Pour les articles homonymes, voir Vane-Tempest, Vane (homonymie) et Tempest.
Adolphus Frederick Charles William Vane-Tempest (2 juillet 1825 - 11 juin 1864), connu jusqu'en 1854 sous le nom de Lord Adolphus Vane, est un homme politique du Parti conservateur au Royaume-Uni.

## Biographie
Il est le quatrième enfant (et deuxième fils) de Charles Vane (3e marquis de Londonderry) et de sa femme Frances Anne Vane, marquise de Londonderry.
En décembre 1852, il est élu lors d'une élection partielle en tant que député de la ville de Durham, mais l'élection est annulée sur pétition l'année suivante.
En 1854, il est élu sans opposition à la Chambre des communes comme député de North Durham après la mort de son père, occupant le siège laissé vacant par son frère aîné George Vane-Tempest (5e marquis de Londonderry), qui devient pair avec le titre de comte Vane. Il occupe le siège jusqu'à sa mort en 1864 âgé de 38 ans.
Pendant l'enthousiasme pour le Mouvement des Volontaires en 1859–1860, bien que ses frères aient été liés au 2e Corps de Volontaires d'Artillerie de Durham (Seaham) formé à la mine Seaham de la famille, Lord Adolphus lève et commande un corps d'infanterie, les Sunderland Rifles,.
Selon Anne Isba, auteure et spécialiste des études victoriennes, Vane est «notoirement instable» et «décrit par la reine Victoria comme ayant« une tendance naturelle à la folie ». Vane, qui à une occasion a violemment attaqué sa femme et son fils en bas âge, est mort quatre ans plus tard au cours d'une lutte avec quatre gardiens".